# Leerne-Saint-Martin
Leerne-Saint-Martin, en néerlandais Sint-Martens-Leerne est une section de la ville belge de Deinze. Leerne-Saint-Martin est un village résidentiel dans la province de Flandre-Orientale, située en Région flamande. C'était une commune à part entière avant la fusion des communes de 1977.

## Géographie
Leerne-Saint-Martin se trouve sur la Lys, l'est du village (7 à 8 métres dáltitude) se situe dans la vallée de la Lys, la partie ouest plus haute ((10 à 11 métres dáltitude) appartient à la Flandre sablonneuse.

## Démographie

### Évolution démographique
- Sources : INS, Rem. : 1831 jusqu'en 1970 = recensements, 1976 = nombre d'habitants au 31 décembre[2].